# (2799) Justus
(2799) Justus est un astéroïde de la ceinture principale.

## Description
(2799) Justus est un astéroïde de la ceinture principale. Il fut découvert le 25 septembre 1960 à l'Observatoire Palomar par Cornelis Johannes van Houten, Ingrid van Houten-Groeneveld et Tom Gehrels. Il présente une orbite caractérisée par un demi-grand axe de 2,39 UA, une excentricité de 0,13 et une inclinaison de 5,3° par rapport à l'écliptique.

## Compléments